# Nomioides steinbergi
Nomioides steinbergi är en biart som beskrevs av Pesenko 1983. Nomioides steinbergi ingår i släktet Nomioides och familjen vägbin. Inga underarter finns listade i Catalogue of Life.